# República de China en los Juegos Olímpicos de Melbourne 1956
La República de China (CHN) estuvo representada en los Juegos Olímpicos de Melbourne 1956 por un total de 20 deportistas masculinos que compitieron en cinco deportes.
El equipo olímpico no obtuvo ninguna medalla en estos Juegos.